# کیم جوا جین
کیم جوا جین (کره‌ای: 김좌진؛ ۲۴ نوامبر ۱۸۸۹ – ۲۴ ژانویه ۱۹۳۰) که گاهی با نام هنری بِگ‌یا نامیده می‌شود، ژنرال، فعال استقلال و آنارشیست اهل کره بود که نقش مهمی برای توسعهٔ آنارشیسم در کره ایفا کرد.